# Coupe d'Italie de football 1980-1981
Navigation
Coupe d'Italie 1979-1980 Coupe d'Italie 1981-1982
La Coupe d'Italie de football 1980-1981, est la 34e édition de la Coupe d'Italie.
À partir de cette saison la finale se déroule en match aller et retour.

## Participants

### Serie A (D1)
Les 16 clubs de Serie A sont engagés en Coupe d'Italie.

### Serie B (D2)
Les 20 clubs de Serie B sont engagés en Coupe d'Italie.

## Résultats

### Premier tour
Le tenant du titre, AS Roma est exempté du premier tour, les 35 participants sont répartis dans sept groupes de 5 et se rencontrent une fois. Les 7 premiers de groupe sont rejoints par le tenant du titre pour disputer les quarts de finale.

### Quarts de finale
Les matchs des quarts de finale se déroulent entre le 4 mars et le 8 avril 1981.
| Équipe     | Aller | Total | Retour | Équipe      |
| ---------- | ----- | ----- | ------ | ----------- |
| Avellino   | 1 - 3 | 3 - 6 | 2 - 3  | Juventus FC |
| SS Lazio   | 0 - 2 | 0 - 4 | 0 - 2  | Bologna     |
| S.P.A.L.   | 1 - 0 | 1 - 4 | 0 - 4  | Torino      |
| Fiorentina | 0 - 1 | 0 - 1 | 0 - 0  | AS Roma     |

### Demi-finales
Les matchs des demi-finales se déroulent entre le 28 mai et le 9 juin 1981.
| Équipe      | Aller | Total | Retour | Équipe  |
| ----------- | ----- | ----- | ------ | ------- |
| Bologna     | 2 - 2 | 4 - 5 | 2 - 3  | Torino  |
| Juventus FC | 0 - 1 | 1 - 2 | 1 - 1  | AS Roma |

### Finale
| Finale aller | AS Roma | 1 - 1   | Torino | Stade olympique, Rome     |                           |
| 13 juin 1981 |         | (1 - 0) |        | Arbitrage : Claudio Pieri | Arbitrage : Claudio Pieri |
| 13 juin 1981 | rapport |         |        | Arbitrage : Claudio Pieri | Arbitrage : Claudio Pieri |

---
| Finale retour | Torino            | 1 - 1   | AS Roma | Stadio Communale, Turin        |                                |
| 17 juin 1981  |                   | (1 - 0) |         | Arbitrage : Alberto Michelotti | Arbitrage : Alberto Michelotti |
| 17 juin 1981  | rapport           |         |         | Arbitrage : Alberto Michelotti | Arbitrage : Alberto Michelotti |
| 17 juin 1981  | Tirs au but 2 - 4 |         |         | Arbitrage : Alberto Michelotti | Arbitrage : Alberto Michelotti |

L'AS Roma remporte sa quatrième coupe d'Italie, la deuxième d'affilée, en battant Torino aux tirs au but.